# 紅屋25時
紅屋25時（べにやにじゅうごじ）は、かつて存在した日本の芸能事務所。主に声優のマネージメントを行っていた。

## 概要
2000年に青二プロダクションから独立した社員や声優によって創立し、同人舎プロダクションなどからも声優を迎える。2001年11月に紅屋25時からアットウィルに改名したが、その直後から所属声優が大量離脱し、事業の継続が困難になったため2002年10月に廃業。日本工学院専門学校との関係が深いとされていた。実質的な後継事務所はビーボ。

## 所属していた声優

### 男性
あ行
- 石井康嗣（現所属：アンバーノート（業務提携））
- 小川真司（ヘリンボーンに移籍後死去）

か行
- 金丸淳一（現所属：81プロデュース）
- 黒田崇矢（現所属：アクセルワン）
- 近藤隆（現所属：アンバーノート）

ま行
- 水島裕（現所属：81プロデュース）

や行
- 屋良有作（現所属：青二プロダクション）

### 女性
あ行
- 大塚みずえ（現所属：ケッケコーポレーション（預かり））

か行
- 河原木志穂（現所属：ケンユウオフィス）
- 木内レイコ（フリー）

さ行
- 斉藤ゆき子（現所属：ヴォイスガレージ）
- 清水愛（フリー）
- 新谷良子（現所属：リマックス）

な行
- 永田亮子（現所属：アトミックモンキー）

は行
- 深見梨加（フリー）